# Batallón Dzhojar Dudáyev
El batallón Dzhojar Dudáyev (en ucraniano: Батальйон Джохара Дудаєва) es un batallón de voluntarios chechenos que lleva el nombre del primer presidente de la República Chechena de Ichkeria, Dzhojar Dudáyev. El batallón está compuesto principalmente por voluntarios del Cáucaso y otros pueblos de Eurasia, muchos de los cuales lucharon en la primera y segunda guerra chechena del lado de la República de Ichkeria. El batallón ha estado bajo el mando del ciudadano ruso de origen checheno educado en Reino Unido Adam Osmayev desde el 1 de febrero de 2015, después de que Isa Munayev muriera en acción en la batalla de Debáltsevo en la guerra del Donbás.

## Visión de conjunto

### Historia
La creación del batallón comenzó a principios de marzo de 2014 en Dinamarca. Aquí es donde se encuentran una gran cantidad de refugiados chechenos, opositores a Rusia y obligados a emigrar tras la segunda guerra chechena. Fue iniciado por la Organización del Cáucaso Libre, que fue creada en 2006 en Dinamarca por emigrantes políticos de los países del Cáucaso en Europa. El fundador y primer líder del batallón, Isa Munayev, fue nombrado comandante militar a cargo de la defensa de la capital chechena Grozni por el presidente de Ichkeria, Aslán Masjádov, durante la batalla de Grozni (1999-2000), donde utilizó varias tácticas de guerra urbana, incluidas emboscadas, coches bomba, y minas durante la defensa de la ciudad. El coronel Isa Sadigov se convirtió en el jefe de personal del batallón. Algunos combatientes del batallón fueron reclutados debido a su interés en luchar en Siria, pero se les convenció de ir a Ucrania en su lugar.

### Composición del batallón
El deseo de participar en la lucha contra la agresión rusa en Ucrania fue revelado de inmediato por más de 300 voluntarios. El batallón incluye chechenos, georgianos, ingusetios, azeríes, ucranianos, circasianos y voluntarios de países europeos.

### Participación en la guerra
Los especialistas chechenos participan en batallas en la guerra del este de Ucrania y trabajan como instructores, entrenando a jóvenes comandantes.